# Чубин, Григорий Владимирович
Григорий Владимирович Чубин (род. 11 мая 1990, Елизово, Камчатская область) — российский биатлонист, неоднократный призёр чемпионата России. Мастер спорта России (2014).

## Биография
Воспитанник ДЮСШ г. Елизово, начал заниматься биатлоном в подростковом возрасте. Тренеры — Виталий Нестерович Козак, Игорь Витальевич Козак. Выступает за Камчатский край и параллельным зачётом за Новосибирскую область.
На юниорском уровне не поднимался выше седьмого места на национальных соревнованиях, в международных турнирах не участвовал.
В декабре 2014 года выполнил норматив мастера спорта, заняв 11-е место на этапе Кубка России. В том же сезоне выиграл серебро на чемпионате Дальневосточного ФО и завоевал свою первую медаль чемпионата России в командной гонке. В сезоне 2017/18 стал двукратным серебряным призёром — в одиночной смешанной эстафете и гонке патрулей.
Становился победителем этапов Кубка России.
Окончил Камчатский государственный университет (2013).